# Пясечно (гміна Бане)
Пясечно (пол. Piaseczno) — село в Польщі, у гміні Бане Грифінського повіту Західнопоморського воєводства. Населення — 452 особи (2011).
У 1975—1998 роках село належало до Щецинського воєводства.

## Демографія
Демографічна структура станом на 31 березня 2011 року:
|          | Загалом | Допрацездатний вік | Працездатний вік | Постпрацездатний вік |
| -------- | ------- | ------------------ | ---------------- | -------------------- |
| Чоловіки | 224     | 44                 | 165              | 15                   |
| Жінки    | 228     | 43                 | 137              | 48                   |
| Разом    | 452     | 87                 | 302              | 63                   |